# Shatskiy Hill
Der Shatskiy Hill (russisch Гора Шатского Gora Schatskowo; norwegisch Šatskijtoppen) ist ein 2705 m hoher Hügel im ostantarktischen Königin-Maud-Land. In den Weyprechtbergen der Hoelfjella ragt er in der Gruppe der Dekefjellrantane auf. 
Entdeckt und anhand von Luftaufnahmen kartiert wurde der Berg bei der Deutschen Antarktischen Expedition (1938–1939) unter der Leitung Alfred Ritschers. Eine weitere Kartierung erfolgte anhand von Luftaufnahmen und Vermessungen der Dritten Norwegischen Antarktisexpedition (1956–1960). Sowjetische Wissenschaftler nahmen bei einer von 1960 bis 1961 dauernden Forschungsreise eine neuerliche Kartierung und die Benennung vor. Namensgeber ist der sowjetische Geologe Nikolai Sergejewitsch Schatski (1895–1960). Das Advisory Committee on Antarctic Names übertrug die russische Benennung 1970 in angepasster Form ins Englische.